# Belastningsavlastning
Belastningsavlastning (engelska load shedding) är en metod för att undvika överbelastning av distribuerade system. Syftet är att undvika att systemet otillgängligörs för samtliga användare genom att det till exempel kraschar eller slutar svara helt. Tanken är att ignorera vissa förfrågningar till systemet för att undvika överbelastning. 
Det är värt att begrunda olika scenarier och som följer av dem, till exempel: 
- när en av flera lastbalanserade servrar blir otillgängliga på grund av överbelastning, kommer alla andra servrar att få en högre belastning, vilket kan leda till mer överbelastning och en snöbollseffekt som tar ner hela systemet.
- när en del i ett system med mikrotjänster börjar bli långsammare på grund av hög belastning, kommer andra tjänster att ha väntande förfrågningar i kö, eventuellt mer än set som passar i deras minne, vilket även kan ta ner hela systemet.